# カプリオーロ
カプリオーロ（伊: Capriolo）は、イタリア共和国ロンバルディア州ブレシア県にある、人口約9,300人の基礎自治体（コムーネ）。

## 地理

### 位置・広がり

#### 隣接コムーネ
隣接するコムーネは以下の通り。括弧内のBGはベルガモ県所属を示す。
- アドロ
- カステッリ・カレーピオ (BG)
- コルテ・フランカ
- クレダーロ (BG)
- パラッツォーロ・スッローリオ
- パラーティコ

### 地震分類
イタリアの地震リスク階級 (it) では、3 に分類される
。